# Pies gończy

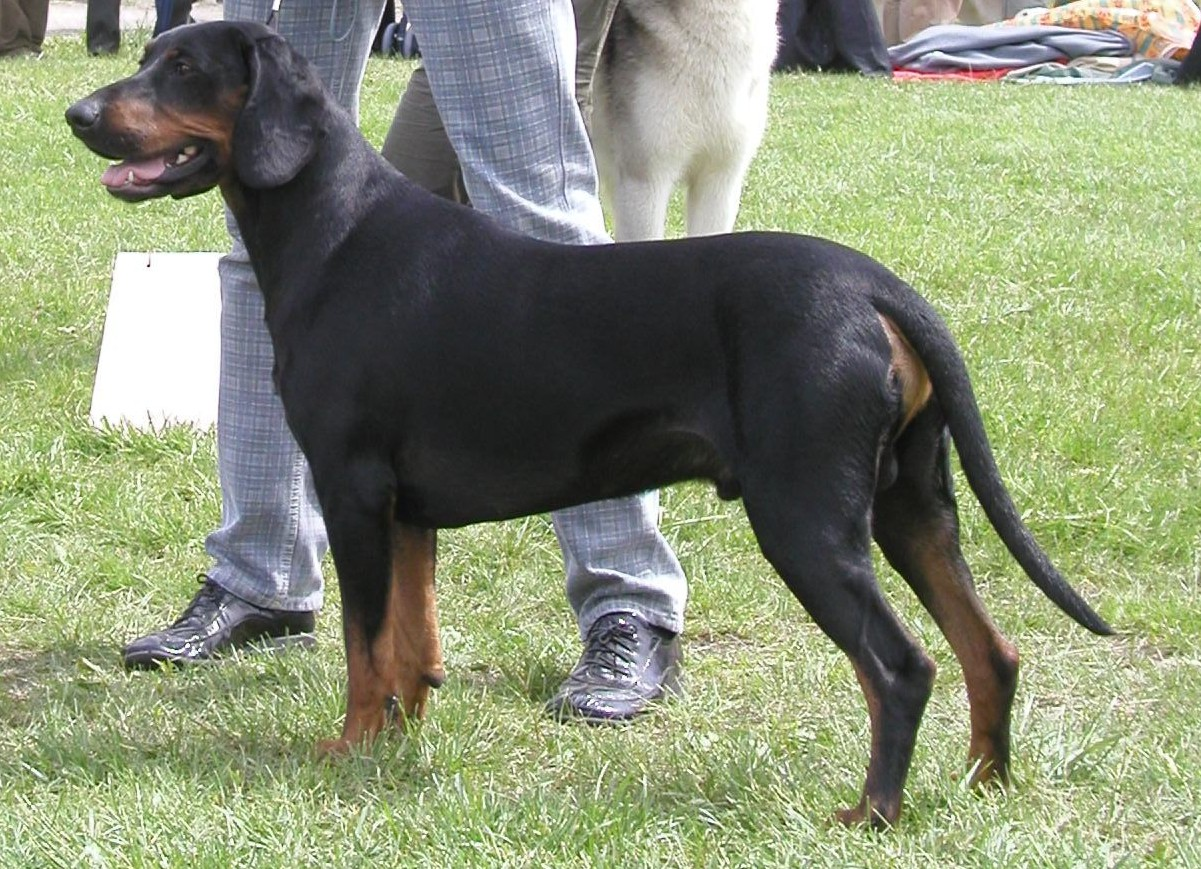
Gończy polski

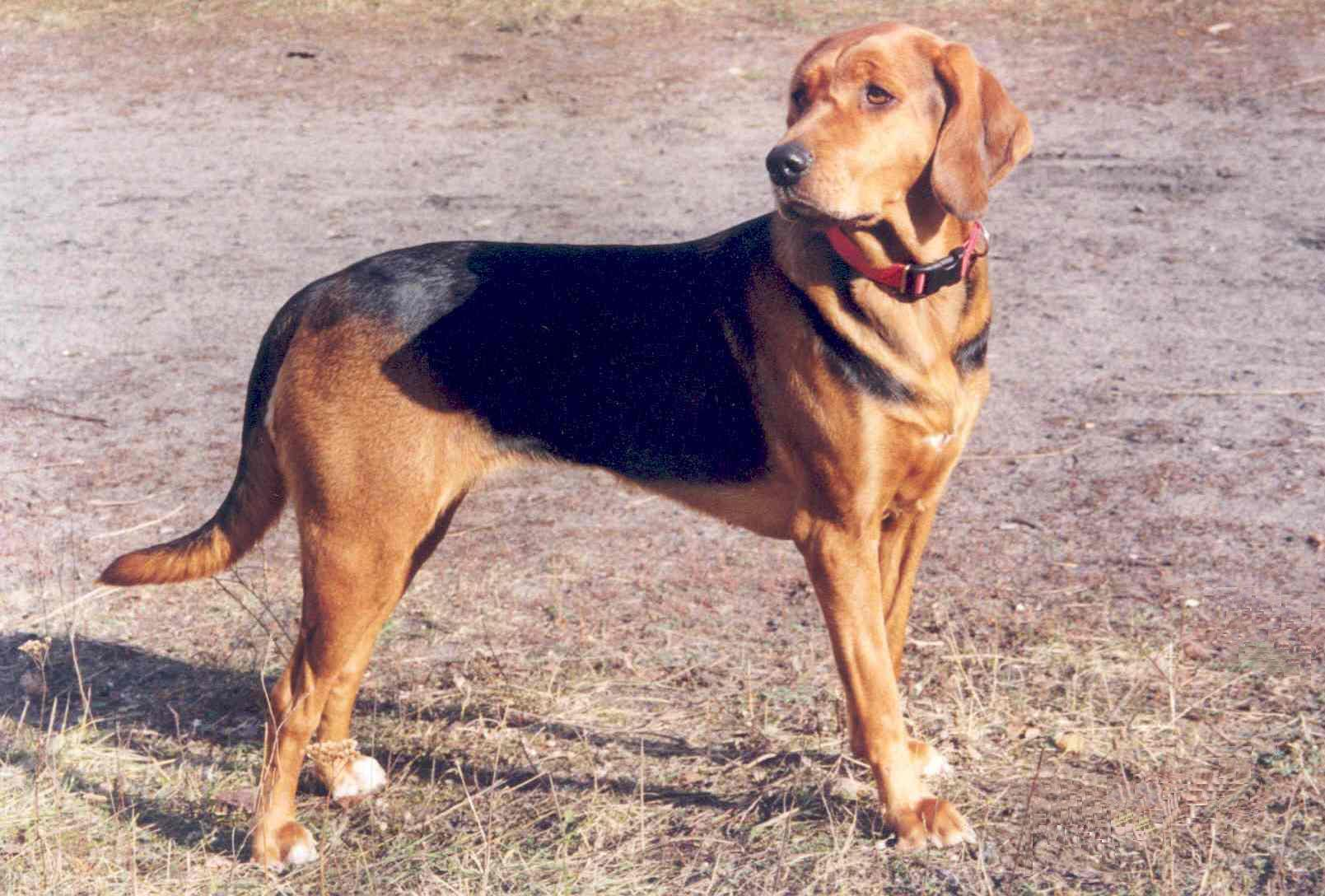
Ogar polski

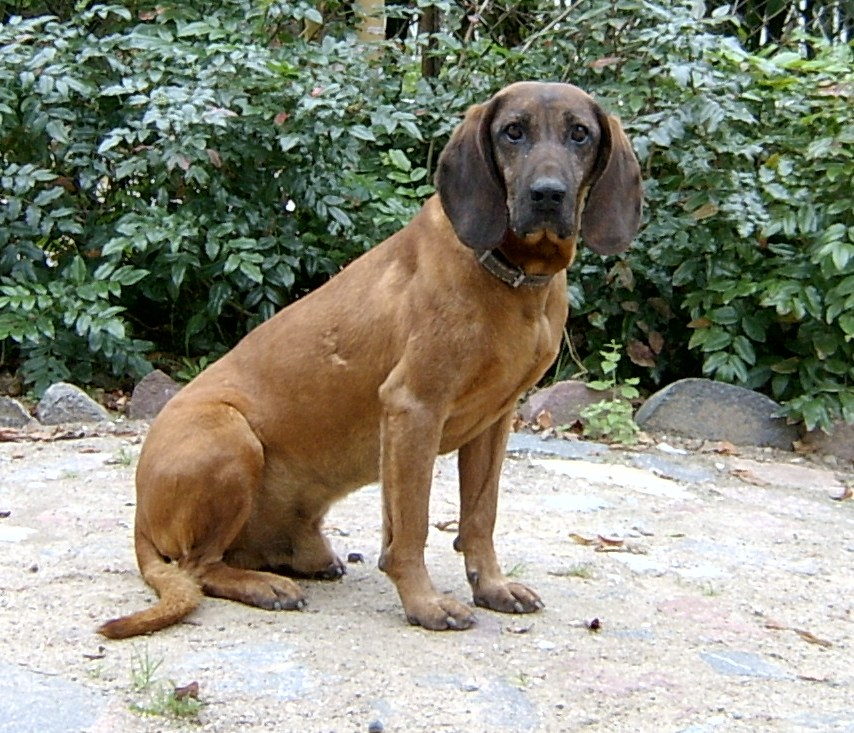
Posokowiec bawarski

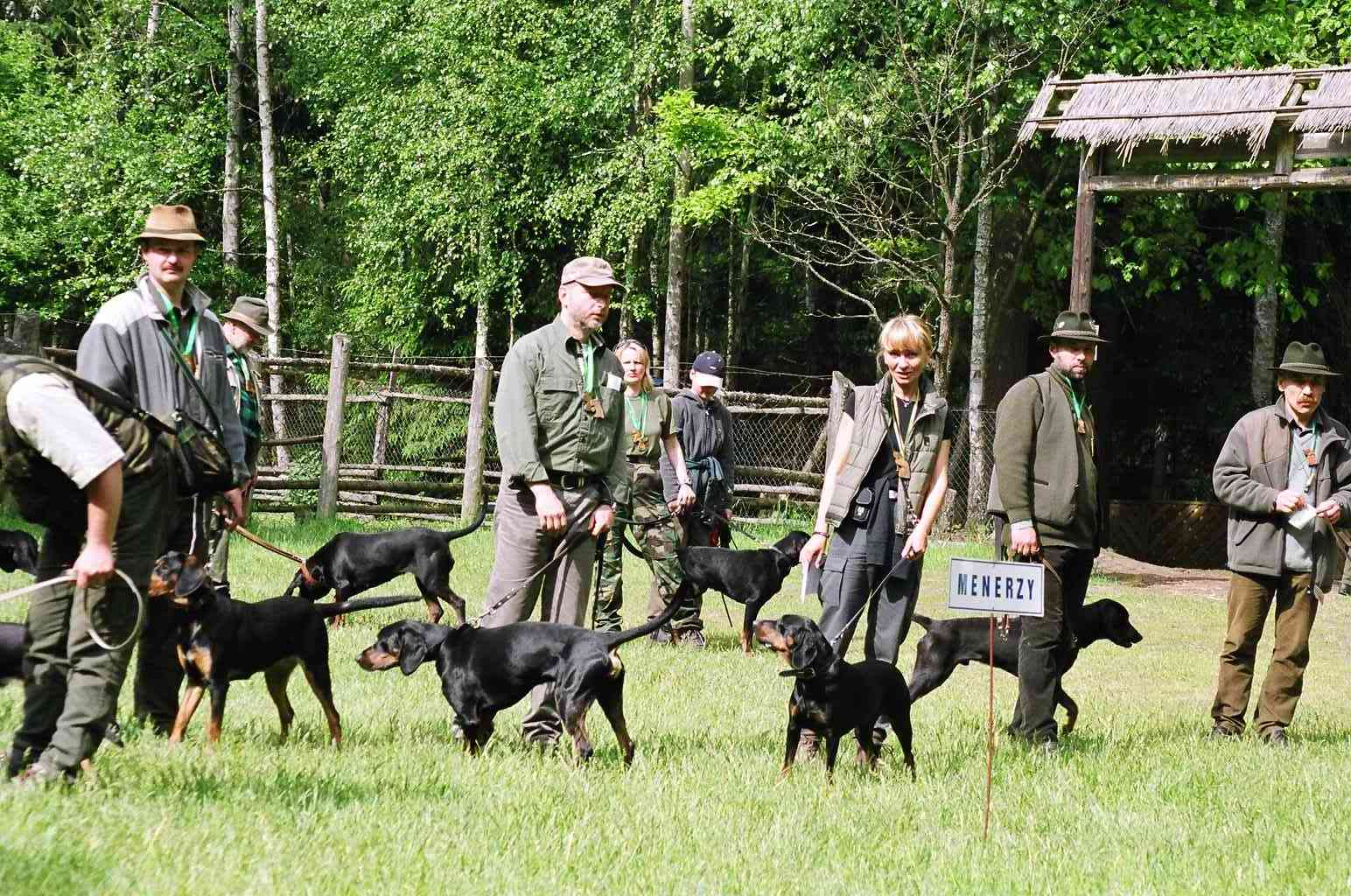
Konkurs dzikarzy i tropowców Przechlewko, maj 2004

Psy gończe – grupa psów wykorzystywanych głównie do tropienia i pogoni za zwierzyną, posługujących się przede wszystkim węchem.
Przeważnie z długimi obwisłymi uszami.
Osobną grupę stanowią charty.

## Historia
Psy gończe – jak wspomina w swych kronikach Gall Anonim – służyły do polowań już w średniowieczu. W XVII wieku żaden szanujący się polski dwór szlachecki nie mógł obyć się bez posiadania sfory psów gończych. W XIX wieku polscy myśliwi – w zależności od ukształtowania terenu i zwierzyny, na którą polowali, odróżniali gończe od ogarów. Jednak powszechnie przyjęła się dla nich nazwa OGARY (typ lekki – średni).

### Wykaz psów gończych i ras pokrewnych (na podst. FCIGrupa 6)
- Sekcja 1: psy gończe:
  - 1.1 Duże psy gończe:
    - Belgia:
      - Bloodhound (Chien de Saint-Hubert FCI nr 84)

    - Francja:
      - Poitevin (FCI nr 24)
      - Billy (FCI nr 25)
      - Gończy francuski trójkolorowy (Français tricolore FCI nr 219)
      - Gończy francuski biało-czarny (Français blanc et noir FCI nr 220)
      - Gończy francuski biało-pomarańczowy (Français blanc et orange FCI nr 316)
      - Duży gończy anglo-francuski trójkolorowy (Grand anglo-français tricolore FCI nr 322)
      - Duży gończy anglo-francuski biało-czarny (Grand anglo-français blanc et noir FCI nr 323)
      - Duży gończy anglo-francuski biało-pomarańczowy (Grand anglo-français blanc et orange FCI nr 324)
      - Duży gończy gaskoński (Grand bleu de Gascogne FCI nr 22)
      - Grand Gascon Saintongeois (FCI nr 21)
      - Baset „Gryfon” (Grand Basset Griffon Vendéen FCI nr 282)

    - Wielka Brytania
      - Foxhound angielski (English foxhound FCI nr 159)
      - Otterhound (FCI nr 294)

    - USA
      - Foxhound amerykański ( American foxhound FCI nr 303)
      - Black and Tan Coonhound (FCI nr 300)

  - 1.2 Średnie psy gończe:
    - Bośnia
      - Gończy bośniacki szorstkowłosy Barak (Bosanski ostrodlaki gonic Barak FCI nr 155)
      - Gończy istryjski krótkowłosy (Istarski kratkodlaki gonic FCI nr 151)
      - Gończy istryjski szorstkowłosy (Istarski ostrodlaki gonic FCI nr 152)
      - Gończy Posavki (Posavki gonic FCI nr 154)

    - Hiszpania
      - Gończy hiszpański (Sabueso Espanol FCI nr 204)

    - Francja
      - Mały gończy anglo-francuski (Anglo-français de petite vénerie FCI nr 325)
      - Ariégeois (FCI nr 20)
      - Beagle harrier (FCI nr 290)
      - Chien d’Artois (FCI nr 28)
      - Porcelaine (FCI nr 30)
      - Mały gończy gaskoński (Petit bleu de Gascogne FCI nr 31)
      - Petit Gascon Saintongeois (FCI nr 21 bis)
      - Briquet Griffon Vendéen (FCI nr 19)
      - Szorstkowłosy gończy gaskoński (Griffon bleu de Gascogne FCI nr 32)
      - Szorstkowłosy gończy bretoński (Griffon fauve de Bretagne FCI nr 66)
      - Szorstkowłosy gończy z Nivernais (Griffon nivernais FCI nr 17)

    - Wielka Brytania
      - Harrier (FCI nr 295)

    - Grecja
      - Gończy grecki (Hellinikos Ichnilatis FCI nr 214)

    - Włochy
      - Gończy włoski, Segugio Italiano:
        - Gończy włoski krótkowłosy (FCI nr 337)
        - Gończy włoski szorstkowłosy (FCI nr 198)

    - Jugosławia
      - Gończy serbski trójkolorowy (Srpski Trobojni Gonič FCI nr 229)
      - Czarnogórski gończy górski (Planinski gonic FCI nr 279)
      - Gończy serbski (Serbski gonic FCI nr 150)

    - Węgry
      - Gończy węgierski ( Erdelyi kopo FCI nr 241)

    - Norwegia
      - Dunker (FCI nr 203)
      - Haldenstovare (FCI nr 267)
      - Hygenhund (FCI nr 266)

    - Austria
      - Gończy austriacki (Österreichische Glatthaarige Bracke FCI nr 63)
      - Gończy styryjski (Steirische Rauhhaarbacke FCI nr 62)
      - Gończy tyrolski (Tiroler Bracke FCI nr 68)

    - Polska
      - Ogar polski (ang. Polish Hound, niem. Polnische Bracke, fr.Brachet polonais, hiszp. Sabueso Polaco, port. Sabueso Polonés FCI nr 52)
      - Gończy polski (ang. Polish Hunting Dog dawniej Polish Scenthound, niem. Polnischer Laufhund – FCI nr 354)

    - Szwajcaria
      - Gończy szwajcarski (Schweizer Laufhunde (FCI nr 59)
      - Gończy berneński
      - Gończy z Jury
        - Gończy z Jury - Bruno
        - Gończy z Jury - St. Hubert

      - Gończy lucerneński
      - Gończy ze Schwyz

    - Słowacja
      - Gończy słowacki (Slovensky kopov FCI nr 244)

    - Finlandia
      - Gończy fiński (Suomenajokoira FCI nr 51)

    - Szwecja
      - Gończy Hamiltona (Hamiltonstövare FCI nr 132)
      - Gończy Schillera (Schillerstövare FCI nr 131)
      - Gończy smalandzki (Smalansstövare FCI nr 129)

  - 1.3 Małe psy gończe:
    - Niemcy
      - Gończy niemiecki (Deutsche Bracke FCI nr 299)
      - Westfalski gończy krótkonożny (Westfälische Dachsbracke FCI nr 100)

    - Francja
      - Basset artezyjsko-normandzki (Basset artésien normand FCI nr 34)
      - Basset gaskoński (Basset bleu de Gascogne FCI nr 35)
      - Basset d’Artois (FCI nr 18)
      - Basset bretoński (Basset fauve de Bretagne FCI nr 36)
      - Grand basset griffon vendéen (FCI nr 33)
      - Petit Basset Griffon Vendéen (FCI nr 67)

    - Wielka Brytania
      - Basset (FCI nr 163)
      - Beagle (FCI nr 161)
      - Gończe szwajcarskie krótkonożne (Schweizerischer Niederlaufhund FCI nr 59)
        - Gończy berneński krótkonożny
        - Gończy z Jury krótkonożny (Petit courant du Jura – Jura Niederlaufhund)
        - Gończy lucerneński krótkonożny
        - Gończy szwajcarski krótkonożny

    - Szwecja
      - Drever (FCI nr 130)
- Sekcja 2 : Posokowce:
  - Niemcy
    - Posokowiec bawarski (Bayrischer Gebirgsschweisshund FCI nr 217)
    - Posokowiec hanowerski (Hannover'scher Schweisshund FCI nr 213)

  - Austria
    - Alpejski gończy krótkonożny (Alpenländische Dachsbracke FCI nr 254)
- Sekcja 3 : Rasy pokrewne:
  - Afryka południowa
    - Rhodesian ridgeback (FCI nr 146)

  - Chorwacja
    - Dalmatyńczyk (Dalmatinac FCI nr 153)